# بيت ريمكي
بيت ريمكي ، «بيت الوضوء» أو «الحمام»، هي طقوس وقائية قديمة من بلاد ما بين النهرين ومرفقة بسلسلة التعاويذ المصاحبة، مسجلة على سبعة ألواح أو أكثر، أولها يصف الأداء الفعلي للطقوس. كان الغرض منه تطهير شخص الملك الآشوري وعائلته من الشرور التي تنبئ بالعلامة المشؤومة ككسوف القمر والسحر وإساءة الطقوس، إلخ. تظهر مراسلات أسرحدون مع كهنته أد-دشوما-وصر، وأوراد-إيا، ومردوخ-شاكن-شومي، ونابو-ناصر أنه خضع لهذا الطقس في أربع مناسبات منفصلة، في حين يتنكر في زي «مزارع»، وذلك في طقوس الملك البديل المتقنة. خضع ملك بابل الآشوري شمش شوم أوكين لطقسين من هذا القبيل حيث تم إعداد نسخ جديدة لألواح التعويذ بشكل مرهق. يبدو أن الطقس استمر سبعة أيام.

## طقوس
دورة شمش على بيت رمكي هي مجموعة من سبعة موضوعات «بيوت»، أو ربما أصح «محطات»، في كل منها زوج من الصلوات: كياوتو كام ki’utu kam (استدعاء شمش) ثنائي اللغة يتلى من قبل اشيفو āšipu «طارد الأرواح الشريرة»، عند الفجر، شوايللا šu'illa (صلاة الأيدي المرفوعة)، بتلاوة من الملك – والعمل الطقسي (عروض لاسترضاء الإله تكفيرتو takpirtu «طقوس التطهير»، أو طقوس الندم)، لمرافقة التعويذات. مر الملك بين كل محطة بهيكل مؤقت يدعى بيت رمكي ، ربما كان هيكلًا مبنيًا من القصب، كان يغتسل طقسيًا ويرتدي ملابس جديدة أثناء مروره بسلسلة من الشرور ممثلة بتماثيل لأعدائه، الشياطين الذين لوثوه ، يغمسون بماء الطهارة أو البصق. أخيرًا، يخرج من الهيكل مع كاهنه – مطهّرًا، ولد من جديد، وعلى استعداد لاستئناف منصبه الملكي.
تضمنت التعويذات الموصوفة في ألوح نامبوربي NAM-BÚR-BI طقوس لتجنب الأحداث المشؤومة، والعديد من ušburrudûs لفك السحر.  على الرغم من أن جميع النماذج من هذه الطقوس لها أصلها في المجاميع الآشورية، فقد تألفت من مواد مصدرها بابل.